# Dar El Jeld
Dar El Jeld (arabe : دار الجلد) est un restaurant tunisien situé dans la médina de Tunis. Il est classé en tant que meilleur restaurant touristique du pays selon l'Office national du tourisme tunisien,.

## Histoire
Dar El Jeld, ou maison du cuir, était autrefois le siège de la corporation des tanneurs. Vers la fin du XIXe siècle, les Khalsi, commerçants aisés, deviennent propriétaires de la demeure et de ses annexes.
En 1933, une partie de l'ensemble de l'actuel restaurant est achetée par Abderrahmane Abdelkafi qui en fait un hôtel en 1946.